# 三将军及八百壮士墓
三将军及八百壮士墓为民国三十三年（1944年）11月桂林保卫战期间殉国的国军将领阚维雍、陈济桓、吕旃蒙三位将军及在七星岩中遭日军毒气杀害的八百余国军一三一师三九一团战士的墓葬，位于中国广西壮族自治区桂林市七星区七星景区内博望坪。
民国三十五年（1946年），国民政府收殓三将军及八百壮士遗骨葬于该处，并建立纪忠亭。中华人民共和国成立后，追认三将军为革命烈士。1982年重修三将军及八百壮士墓。该墓坐东朝西，为料石围砌，并有纪念塔，为四方柱形，碑文正面为蒋中正的题字：“维雍、济桓、旃蒙同志暨守城阵亡将士千古、英风壮节”，背面为：“桂林城防司令部参谋长陈公济桓、陆军第一三一师师长阚公维雍、陆军第三十一军参谋长吕公旃蒙殉职纪念塔”，顶端为中国国民党党徽。其东内侧并排竖立四块悼唁碑刻。从南至北分别为时任第五战区司令长官李宗仁“浩气长存”的题词。刻有时任参谋副总长兼军训部部长白崇禧“伯涵师长吾兄千古、英灵永峙”的题词等。1984年公布为桂林市文物保护单位。2000年7月19日公布为第五批广西壮族自治区文物保护单位。